# 現代ロシアの軍事戦略
現代ロシアの軍事戦略（げんだいロシアのぐんじせんりゃく）は、小泉悠によって書かれた書籍。2021年5月、筑摩書房よりちくま新書で刊行。

## 概要
冷戦後に超大国でなくなったロシアは、劣勢下で戦争と平和の隙間でハイブリッドな戦争観を磨き上げる。そのようなロシアのウクライナ危機からこれまで、そしてこれからの戦争について述べる。
ロシア軍に対しての印象は弱いということである。ソ連崩壊からのロシアは政治経済や正規軍での地位は西側諸国よりも劣る。このため旧ソ連諸国の民主化は、西側から戦争を挑まれたという認識になる。このことからロシアは情報戦などを駆使した戦争を行うとする。戦術核兵器の使用も選択肢にあるとする。
戦略核兵器を用いたならばそこから全面核戦争へと発展するものの、通常兵器の延長として戦術核兵器を用いて通常戦力の劣勢を補うとする。限定的に核兵器を使用することで敵に加減された損害を与え、このことから戦争を継続すればデメリットが大きいと認識させたり、諸外国の参戦を思いとどまらせるとする。
2022年ロシアのウクライナ侵攻よりこの書籍の売り上げが伸びる。2022年2月の時点での発行部数は11,000部であったが、2月下旬より増刷され、3月19日の時点では71,000部となる。5月3日の時点で86,000部。